# Samtgemeinde Velpke
Velpke er et amt (Samtgemeinde) i den nordøstlige del af Landkreis Helmstedt, i den østlige del af den tyske delstat Niedersachsen. Administrationen ligger i byen Velpke.
I Samtgemeinde Velpke ligger kommunerne:
1. Bahrdorf
2. Danndorf
3. Grafhorst
4. Groß Twülpstedt
5. Velpke